# Éric Gaudibert
Pour les articles homonymes, voir Gaudibert.
Éric Gaudibert, né à Vevey le 21 décembre 1936, décédé le 29 juin 2012 est un compositeur suisse.

## Biographie
Il poursuit d'abord des études musicales au Conservatoire de Lausanne, puis à l'École normale de musique à Paris où il réside jusqu'en 1972.
Il mène une double activité de pianiste et de compositeur jusqu'en 1969. De retour en Suisse, il collabore avec la radio et la télévision suisse romande pour réaliser des musiques électroacoustiques et des émissions d'initiation musicale. De 1972 à 1975 il dirige les activités musicales de la Maison de la Culture d'Orléans.
Il s'établit en 1975 à Genève où il enseigne l'harmonie au piano, l'analyse et la composition.  En 1989, il reçoit le Prix de composition de l'Association des musiciens suisses pour l'ensemble de son œuvre puis, en 1995 le Prix quadriennal de musique de la ville de Genève.
À partir de 2001, il est président de la commission artistique du concours de Genève. 

## Travaux
- Duo pour flûtes (1959 / env. 11 min)
- Mélodies (1966 / 7 min)
- Mélodies 2  (1966 / 7 min)
- La Harpe du silence (1966 / 26 min)
- Epibolie (1968 / 11 min)
- Morceaux pour flûtes à bec (1969 / 25 min)
- Année (1970 / 42 min)
- Epitase (1970-1974 / 13 min)
- Syzygy (1971 / 9 min)
- Solstice (1971-1976 / 13 min)
- Entre se taire et dire (1971 / 25 min)
- Vernescence (1973 / 18 min)
- Écritures (1975 / 22 min)
- Variations lyriques (1976 / 15 min)
- 4 Miniatures (1976 / 9 min)
- Pour main gauche seule (1976 / 5 min)
- 5 pièces brèves (1976 / 12 min)
- Suite en 5 pièces (1977 / 11 min)
- Sonate (1978 / 13 min)
- Capriccio (1978 / 7 min)
- Divertimento (1978 / 15 min)
- Eripe me, Domine (Psalm 140) (1978 / 7 min)
- Chacun son singe opéra (1973-1978 / 65 min)
- Contrechamps (1979 / 10 min)
- Gemmes (1980 / 12 min)
- Astrance (1980 / 18 min)
- Light (1981 / 7 min)
- La cantate des éventails (1984 / 18 min)
- L'écharpe d'Iris (1984-1985 / 11 min)
- Un jardin pour Orphée (1985 / 19 min)
- Hommage(s) à… (1985 / 2 min)
- Orées (1986 / 18 min)
- Miscellanées (1986 / 17 min)
- Diamant d'herbe (1986 / 11 min)
- Jetées (1987 / 10-20 min)
- Le regardeur infini (1987 / 28 min)
- Océans (1988 / 12 min)
- Feuillages (1988 / 11 min)
- Songes / songs (1989 / 10 min)
- Le regardeur infini (1987-1990 / 28 min)
- Songes, bruissements (1990 / 17 min)
- Petite suite (1990 / 12 min)
- Zwielicht (1990 / 12 min)
- Duel (1990 / 2 min)
- Concerto (1991 / 17 min)
- S'achève ma voix (1991 / 6 min)
- Du blanc dans le noir (1991 / 20 min)
- Albumblaetter (1992 / 17 min)
- Albumblaetter (1992-2000 / 11 min)
- Bruit d'ailes (1992 / 10 min)
- Mélodie sans fin (1992 / 4 min)
- Sérénade (1992 / 8 min)
- Trois Tableau (1993 / 12 min)
- Chant de l'aube (1993 / 5 min)
- Chant de l'aube (1993-1995 / 5 min)
- Concerto (1993 / 19 min)
- Jardin d'Est (1994 / 9 min)
- Concertino (1994 / 11 min)
- Les amours du poète (1994 / 2 min)
- Fanfare pour la paix (1994 / 2 min 30 min)
- 33 chansons (1994 / 50 min)
- Deux pas dans le gris (1994-1999 / 9 min)
- Deux ou trois pas... (1994-1998 / 9 min)
- Deux ou trois pas dans le gris (1994 / 10 min)
- Le dit d'elle (1995 / 10 min)
- Concerto lirico (1995 / 40 min)
- Deux airs (1995 / 13 min)
- Intermezzo (1996 / 20 min)
- Judith et Holopherne (1996 / 21 min)
- Voce, voci (1997 / 8 min)
- Ce tremblement, qui est une volupté (1997-1999 / 13 min)
- Concerto grosso (1998 / 16 min)
- Fantaisie concertante (1998-1999 / 16 min)
- Canzone a tre (1998-2000 / 10 min)
- Fantaisie concertante (1999-2000 / 12 min)
- Trois pièces pour accordéon (1999 / 6 min)
- Wolkenblau (1999-2000 / 10 min)
- Wolkenblau avec soprano (1999-2000 / 12 min)
- A due (2000 / 8 min)
- It was not a melody (2000 / 21 min)
- Message (2000 / 8 min)
- 5 pièces (2001 / 13 min)
- Remember... (2001 / 16 min)
- Une promenade (2002 / 11 min)
- Mayn kind, mayn treyt (2002-2004 / 14 min)
- Pierrot, à table! ou le souper du poète (2003 / 10 min)
- Hekâyat (2003 / 23 min)
- Vers quel ciel éblouissant (2003-2004 / 28 min)
- pour Orphée (2004 / 8 min)
- Message(s) (2004 / 8 min)
- Ciel d'ombre (2004-2005 / 11 min)
- Intermezzo (2005 / 13 min)
- Au-delà (2005 / 15 min)
- Si lointaine sa voix (2010 / 20 min.)
- Gong (2012 / 30 min)

## Discographie
- Une mystique de l'ombre :
  - Marc-Antoine Charpentier, Litanies de la Vierge H.86
  - Éric Gaudibert, "Si lointaine sa voix", pour chœur de voix de femmes sur des poèmes de François Debluë
  - Marc-Antoine Charpentier, Salve Regina H.18
  - Éric Gaudibert, "Si lointaine sa voix", pour chœur de voix de femmes sur des poèmes de François Debluë
  - Pierre Danican Philidor, Cinquième suite en sol mineur pour flûte à bec et basse continue
  - Éric Gaudibert, "Si lointaine sa voix", pour chœur de voix de femmes sur des poèmes de François Debluë
  - Marc-Antoine Charpentier, "In Nativitatem Domini Nostri Jesu Christi Canticum H.421
- Ensemble vocal féminin Polhymnia, flûte à bec et viole de gambe, Florence Boeuf-Albert, orgue et direction Franck Marcon. CD Gallo - 1380 (septembre 2011)